# Algirdas Budrys
Algirdas Budrys (3 de marzo de 1939) es un clarinetista y maestro proveniente de Lituania. A menudo participa en conjuntos de cámara y orquestas de viento, de cámara y sinfónicas. 
Algirdas Budrys es un maestro que constantemente ha buscado nuevas formas de enseñar. Su conocimiento de los métodos de las diversas escuelas del clarinete a escala mundial, le han permitido formular los principios de su extensa actividad pedagógica. Adicionalmentem ha grabado alrededor de 50 LP
El Profesor Algirdas Budrys fue galardonado, por sus méritos en la Cultura y el Arte de Lituania, la Orden Gediminas de 4º Rango en 1999 y recibió el premio de las Artes del Gobierno de la República de Lituania.
- Datos: Q4724247